# كتائب أحمد ياسين
كتائب أحمد ياسين. هي مجموعة من فلسطين وغيرها تسمت على الشهيد أحمد ياسين مؤسس حركة حماس الفلسطينية.